# Чакилева
Чакилева — деревня в Кудымкарском районе Пермского края. Входила в состав Степановского сельского поселения. Располагается на левом берегу реки Иньвы восточнее от города Кудымкара. Расстояние до районного центра составляет 9 км. По данным Всероссийской переписи населения 2010 года, в деревне проживало 43 человека (18 мужчин и 25 женщин).

## История
По данным на 1 июля 1963 года, в деревне проживало 163 человека. Населённый пункт входил в состав Сервинского сельсовета.